# Isla Sinmi
Isla Sinmi también escrito como Sinmi-do (en coreano: 신미도)
es la isla más grande del país asiático de Corea del Norte. Está situada en el archipiélago de Pansong en el oeste de la bahía de Corea. Su superficie es de 52 kilómetros cuadrados. Al este de su territorio se encuentran las islas de Tan-do y Kom-do, al norte Honggon-do y al sur Chi-do. Se localiza en las coordenadas geográficas 39°33′19″N 124°52′37″E / 39.55528, 124.87694